# Ophelia borealis
Ophelia borealis is een borstelworm uit de familie Opheliidae. Het lichaam van de worm bestaat uit een kop, een cilindrisch, gesegmenteerd lichaam en een staartstukje. De kop bestaat uit een prostomium (gedeelte voor de mondopening) en een peristomium (gedeelte rond de mond).
Ophelia borealis werd in 1866 voor het eerst wetenschappelijk beschreven door Quatrefages.